# Fossobothrium perplexum
Espèce
Fossobothrium perplexum est une espèce de vers plats de la famille des Otobothriidae. Elle a été décrite en 2005, et trouvée chez Carcharhinus tilstoni.

## Publication originale
- (en) Ian Beveridge et Ronald A. Campbell, « Three new genera of trypanorhynch cestodes from Australian elasmobranch fishes », Systematic Parasitology, Springer Science+Business Media, vol. 60, no 3,‎ 1er mars 2005, p. 211-224 (ISSN 0165-5752 et 1573-5192, OCLC 41978964, PMID 15864459, DOI 10.1007/S11230-004-6350-X, lire en ligne).